# Gustave Revilliod de la Rive
Gustave Revilliod de la Rive também conhecido como Gustave Revilliod (8 de abril de 1817; Genebra † 21 de dezembro de 1890; Cairo) foi um protestante de Genebra  e grande benemérito desta cidade.

## História
Gustavo era filho de Philippe-Léonard, membro do Conselho representativo e directo dohospital de Genebra, e de Ariane de la Rive. 
Celibatário, estudou Direito em Genebra entre 1835-1837, e Filosofia em Berlin entre 1838-1839. Foi deputado do Grande Conselho de Genebra no período 1868-1870. A sua fortuna permitiu-lhe viajar e dar livre corso à sua paixão pela arte. Autor de inúmeras publicações, escreveu também várias obras histórica.

## Benemérito
Em 1877, funda o Musée Ariana para ter onde expor as suas colecções de pintura, escultura, porcelanas, faianças, móveis, etc. 
Gustave Revilliod de la Rive  oferece o parque, Parque Ariana, e o museu, Museu Ariana com todo o seu recheio à cidade de Genebra que a partir de 1956 o dedica exclusivamente à cerâmica..